# 8. državni zbor Republike Slovenije
8. državni zbor Republike Slovenije je bil konstituiran po ukazu o sklicu konstitutivne seje, ki ga je izdal predsednik republike Borut Pahor, na podlagi volitev v Državni zbor, ki so potekale 3. junija 2018. Ustanovna seja je potekala 22. junija 2018. Skozi mandat so državni zbor vodili trije predsedniki: sprva Matej Tonin, nato Dejan Židan in na koncu Igor Zorčič. V času sklica sta delovali dve vladi; vlada pod vodstvom Marjana Šarca (2018–2020) in vlada pod vodstvom Janeza Janše (2020–2022). 
8. sklic državnega zbora je mandat končal v rednem roku. Po rednih državnozborskih volitvah leta 2022 ga je nasledil 9. sklic, ki je bil konstituiran 13. maja 2022.

## Odmevni dogodki
- 22. junij 2018: prva seja (sklicana s strani predsednika republike); Matej Tonin je izvoljen za predsednika Državnega zbora
- 23. avgust 2018: za predsednika Državnega zbora je izvoljen Dejan Židan.
- 3. marec 2020: predsednik Državnega zbora Dejan Židan je po izvolitvi Janeza Janše za mandatarja odstopil.
- 5. marec 2020: za predsednika Državnega zbora je izvoljen Igor Zorčič.

## Politične stranke
| Stranka             | Stranka   | Stranka                                    | Predsednik                                                           | Sedeži      | Sedeži           |
| Stranka             | Stranka   | Stranka                                    | Predsednik                                                           | Ob volitvah | Ob koncu mandata |
| ------------------- | --------- | ------------------------------------------ | -------------------------------------------------------------------- | ----------- | ---------------- |
|                     | SDS       | Slovenska demokratska stranka              | Janez Janša predsednik vlade                                         | 25 / 90     | 26 / 90          |
|                     | LMŠ       | Lista Marjana Šarca                        | Marjan Šarec poslanec                                                | 13 / 90     | 14 / 90          |
|                     | SD        | Socialni demokrati                         | Tanja Fajon evropska poslanka                                        | 10 / 90     | 13 / 90          |
|                     | Levica    | Levica                                     | Luka Mesec poslanec                                                  | 9 / 90      | 8 / 90           |
|                     | NSi       | Nova Slovenija - Krščanski demokrati       | Matej Tonin minister za obrambo, nekdanji predsednik Državnega zbora | 7 / 90      | 7 / 90           |
|                     | SAB       | Stranka Alenke Bratušek                    | Alenka Bratušek nekdanja predsednica vlade                           | 5 / 90      | 6 / 90           |
|                     | Konkretno | Konkretno                                  | Zdravko Počivalšek minister za gospodarski razvoj in tehnologijo     | 10 / 90     | 4 / 90           |
|                     | DeSUS     | Demokratična stranka upokojencev Slovenije | Ljubo Jasnič član stranke DeSUS                                      | 5 / 90      | 4 / 90           |
|                     | SNS       | Slovenska nacionalna stranka               | Zmago Jelinčič Plemeniti poslanec                                    | 4 / 90      | 3 / 90           |
| Nepovezani poslanci |           |                                            |                                                                      |             |                  |
|                     | PSNP      | Poslanska skupina nepovezanih poslancev    | Janja Sluga vodja poslanske skupine                                  | 0 / 90      | 3 / 90           |

## Vodstvo
| Funkcija      | Poslanec                                                      |
| ------------- | ------------------------------------------------------------- |
| Predsednik    | Matej Tonin (NSi), 22. junij 2018 – 23. avgust 2018           |
| Predsednik    | v. d. Tina Heferle (LMŠ), 23. avgust 2018                     |
| Predsednik    | Dejan Židan (SD), 23. avgust 2018 - 3. marec 2020             |
| Predsednik    | v. d. Branko Simonovič (DeSUS), 3. marec 2020 - 5. marec 2020 |
| Predsednik    | Igor Zorčič (SMC), 5. marec 2020 - 13. maj 2022               |
|               |                                                               |
| Podpredsednik | Jože Tanko (SDS)                                              |
| Podpredsednik | Branko Simonovič (DeSUS)                                      |
| Podpredsednik | Tina Heferle (LMŠ)                                            |

### Vodstvo poslanskih skupin
| Poslanska skupina | Poslanska skupina | Poslanska skupina                                            | Vodja                    | Namestnik vodje          | Sekretar         |
| ----------------- | ----------------- | ------------------------------------------------------------ | ------------------------ | ------------------------ | ---------------- |
|                   | PS SDS            | Poslanska skupina Slovenske demokratske stranke              | Danijel Krivec           | Alenka Jeraj Tomaž Lisec | Maja Prezelj     |
|                   | PS LMŠ            | Poslanska skupina Liste Marjana Šarca                        | Brane Golubović          | Jerca Korče              | Bojana Bavec     |
|                   | PS SD             | Poslanska skupina Socialnih demokratov                       | Matjaž Han               | Bojana Muršič            | Miroslav Pretnar |
|                   | PS Konkretno      | Poslanska skupina Konkretno                                  | Gregor Perič             | Mojca Žnidarič           | Monika Šuligoj   |
|                   | PS Levica         | Poslanska skupina Levice                                     | Matej Tašner Vatovec     | Nataša Sukič             | Matej Kolenc     |
|                   | PS NSi            | Poslanska skupina Nove Slovenije - Krščanskih demokratov     | Jožef Horvat             | Aleksander Reberšek      | Terezija Trupi   |
|                   | PS SAB            | Poslanska skupina Stranke Alenke Bratušek                    | Maša Kociper             | Andrej Rajh              | Jernej Pavlič    |
|                   | PS DeSUS          | Poslanska skupina Demokratične stranke upokojencev Slovenije | Franc Jurša              | /                        | Ksenija Vencelj  |
|                   | PS NP             | Poslanska skupina nepovezanih poslancev                      | Janja Sluga              | Jurij Lep                | /                |
|                   | PS SNS            | Poslanska skupina Slovenske nacionalne stranke               | Zmago Jelinčič Plemeniti | Dušan Šiško              | Rok Dolenc       |
|                   | PS IMNS           | Poslanska skupina italijanske in madžarske narodne skupnosti | Felice Žiža              | Ferenc Horváth           | Petra Jamnik     |

1. ↑  Poslanske skupine z več kot 20 poslanci imajo lahko 2 namestnika

## Spremembe med poslanci
- 24. avgusta 2018 je poslanec Stranke modernega centra Milan Brglez prestopil v poslansko skupino SD. S tem je SMC imela le 9 poslancev, SD pa 11.
- 14. februarja 2019 je z mesta poslanca odstopil Darij Krajčič, poslanec LMŠ. Odstopu je botrovala afera s krajo sendviča v trgovini blizu DZ. Na poslanskem mestu ga je zamenjal Nik Prebil.[2]
- Po izvolitvi Milana Brgleza na mesto evropskega poslanca, je Stranki modernega centra znova pripadel poslanski mandat v Državnem zboru RS. Zasedel ga je Dušan Verbič.[3] SMC in SD sta imeli znova vsaka po 10 poslancev.
- V Evropski parlament je bila prav tako izvoljena Ljudmila Novak, ki jo je v vrstah NSi zamenjala Tadeja Šuštar.
- 20. decembra 2019 je poslanka SNS Lidija Ivanuša prestopila v SDS. Iz poslanske skupine SNS je izstopila dan po glasovanju o ministrici za kohezijo Angeliki Mlinar in nestrinjanju z ravnanjem stranke SNS. [4] Slednja je po novem imela 3, SDS pa 26 poslancev.
- Ob nastopu 14. vlade Republike Slovenije je mandat prenehal tedanjemu predsedniku vlade Marjanu Šarcu iz vrst LMŠ. S povratkom v poslanske klopi je izrinil nadomestno poslanko Karlo Urh.
- Ob nastopu 14. vlade Republike Slovenije je mandat prenehal ministru za javno upravo Rudiju Medvedu iz vrst LMŠ. S povratkom v poslanske klopi je izrinil nadomestno poslanko Nino Maurovič.
- Ob nastopu 14. vlade Republike Slovenije je mandat prenehal ministru za zunanje zadeve Miru Cerarju iz vrst SMC. Čeprav bi se lahko vrnil v poslanske klopi, je mandat vrnil, nadomestil ga je Jani Möderndorfer, dotedanji nadomestni poslanec.
- Ob nastopu 14. vlade Republike Slovenije je mandat prenehal ministru brez listnice, pristojnemu za Slovence v zamejstvu in po svetu, Petru Jožefu Česniku iz vrst Stranke Alenke Bratušek. Čeprav bi se lahko vrnil v poslanske klopi, je mandat vrnil, nadomestila ga je Maša Kociper, dotedanja nadomestna poslanka.
- Ob nastopu 14. vlade Republike Slovenije je mandat predsednika vlade nastopil Janez Ivan Janša iz vrst SDS, na poslanskem mestu ga je zamenjal Janez Moškrič.
- Ob nastopu 14. vlade Republike Slovenije je mandat ministra za zunanje zadeve nastopil Anže Logar iz vrst SDS, na poslanskem mestu ga je zamenjal Leon Merjasec.
- Ob nastopu 14. vlade Republike Slovenije je mandat ministra za finance nastopil Andrej Šircelj iz vrst SDS, na poslanskem mestu ga je zamenjala Mojca Škrinjar.
- Ob nastopu 14. vlade Republike Slovenije je mandat ministra brez listnice, pristojnega za kohezijo nastopil Zvone Černač iz vrst SDS, na poslanskem mestu ga je zamenjala Elena Zavadlav Ušaj.
- Ob nastopu 14. vlade Republike Slovenije je mandat ministra za obrambo nastopil Matej Tonin iz vrst NSi, na poslanskem mestu ga je zamenjal Mihael Prevc.
- Ob nastopu 14. vlade Republike Slovenije je mandat ministra za infrastrukturo nastopil Jernej Vrtovec iz vrst NSi, na poslanskem mestu ga je zamenjal Andrej Černigoj.
- Po tem, ko je predsednik vlade na mesto sekretarja v vladi imenoval poslanca Žana Mahniča iz vrst SDS, je njegovo mesto zasedel Jure Ferjan.[5]
- Po tem, ko je bila na mesto državne sekretarke v kabinetu predsednika vlade imenovana poslanka Jelka Godec iz vrst SDS, jo je na poslanskem mestu zasedel Ljubo Žnidar.
- 23. marca 2020 se je poslanec Franc Trček po tem, ko je izstopil iz stranke Levica, pridružil poslanski skupini SD, ki je po novem imela 11 poslancev.[6]
- 15. maja 2020 je iz poslanske skupine Stranke modernega centra v poslansko skupino LMŠ prestopil Jani Möderndorfer. LMŠ je tako tvorila poslansko skupino s 14 poslanci, SMC pa jih je imela po novem 9.[7]
- 18. maja 2020 je iz poslanske skupine Stranke modernega centra v poslansko skupino Socialnih demokratov prestopil poslanec Gregor Židan, ki je na poslanskem mestu nadomeščal Zdravka Počivalška. Poslanska skupina SD je po novem štela 12 poslancev, SMC pa 8.[8]
- 26. marca 2021 so poslanci Janja Sluga, Igor Zorčič, Branislav Rajić iz poslanske skupine Stranke modernega centra in poslanec Jurij Lep iz Poslanske skupine Demokratične stranke upokojencev Slovenije ustanovili Poslansko skupino nepovezanih poslancev.[9]
- 10. novembra 2021 z mesta (nadomestnega) poslanca odstopi član SDS Ljubo Žnidar. Na njegovo mesto je imenovana Karmen Kozmus Ferjan.[10] S tem je državni zbor prvič v svoji zgodovini dobil poslanski zakonski par; Kozmus Ferjanova je namreč soproga poslanca Jureta Ferjana.
- 14. decembra 2021 je iz poslanske skupine Konkretno izstopila Mateja Udovč in se pridružila stranki Naša dežela. V parlamentu deluje kot nepovezana poslanka.[11]
- 16. decembra 2021 je iz poslanske skupine nepovezanih poslancev v poslansko skupino Stranke Alenke Bratušek prestopil Branislav Rajić.[12][13]
- 12. januarja 2022 je Željko Cigler prestopil iz poslanske skupine Levica v poslansko skupino Socialnih demokratov.[14]
- 31. januarja 2022 je Branko Simonovič izstopil iz stranke DeSUS, a ostal v njihovi poslanski skupini.[15] Na volitvah bo kandidiral pri stranki Naša dežela.[16]

## Spremembe med poslanskimi skupinami
- Leta 2022 se je Poslanska skupina Stranke modernega centra preimenovala v Poslansko skupino Konkretno.

## Delovna telesa

### Odbori
- Odbor za delo, družino, socialne zadeve in invalide
- Odbor za finance
- Odbor za gospodarstvo
- Odbor za infrastrukturo, okolje in prostor
- Odbor za izobraževanje, znanost, šport in mladino
- Odbor za kmetijstvo, gozdarstvo in prehrano
- Odbor za kulturo
- Odbor za notranje zadeve, javno upravo in lokalno samoupravo
- Odbor za obrambo
- Odbor za pravosodje
- Odbor za zadeve Evropske unije
- Odbor za zdravstvo
- Odbor za zunanjo politiko

#### Pododbori
- Pododbor za spremljanje romske tematike

### Stalne komisije
- Komisija za nadzor javnih financ
- Komisija za nadzor obveščevalnih in varnostnih služb
- Komisija za narodni skupnosti
- Komisija za odnose s Slovenci v zamejstvu in po svetu
- Komisija za peticije, človekove pravice in enake možnosti

- Komisija za poslovnik
- Mandatno-volilna komisija
- Ustavna komisija

### Ostala delovna telesa
- Nacionalna skupina interparlamentarne unije v Državnem zboru

### Delegacije
- Delegacija Državnega zbora v Parlamentarni skupščini Sveta Evrope
- Delegacija Državnega zbora v Parlamentarni skupščini NATO
- Delegacija Državnega zbora v Parlamentarni skupščini Organizacije za varnost in sodelovanje v Evropi
- Delegacija Državnega zbora v Parlamentarni dimenziji Srednjeevropske pobude
- Delegacija Državnega zbora v Parlamentarni skupščini Unije za Sredozemlje

### Skupine prijateljstev
- Skupina prijateljstva z Republiko Avstrijo
- Skupina prijateljstva z Bosno in Hercegovino
- Skupina prijateljstva s Francosko republiko
- Skupina prijateljstva z Republiko Hrvaško
- Skupina prijateljstva z Irsko
- Skupina prijateljstva z Italijansko republiko
- Skupina prijateljstva z Državo Izrael
- Skupina prijateljstva z Ljudsko republiko Kitajsko
- Skupina prijateljstva z Madžarsko
- Skupina prijateljstva z Republiko Severno Makedonijo
- Skupina prijateljstva z Zvezno republiko Nemčijo
- Skupina prijateljstva s Palestino
- Skupina prijateljstva s Portugalsko republiko
- Skupina prijateljstva z Rusko federacijo
- Skupina prijateljstva z Republiko Srbijo
- Skupina prijateljstva z Združenimi Državami Amerike
- Skupina prijateljstva s Češko republiko
- Skupina prijateljstva s Črno goro
- Skupina prijateljstva s Kraljevino Dansko
- Skupina prijateljstva z Republiko Finsko
- Skupina prijateljstva z Republiko Indijo
- Skupina prijateljstva z Japonsko
- Skupina prijateljstva z Republiko Korejo
- Skupina prijateljstva s Kraljevino Norveško
- Skupina prijateljstva z Republiko Poljsko
- Skupina prijateljstva s Slovaško republiko
- Skupina prijateljstva s Kraljevino Španijo
- Skupina prijateljstva s Kraljevino Švedsko
- Skupina prijateljstva z Republiko Turčijo
- Skupina prijateljstva z Ukrajino
- Skupina prijateljstva z Argentinsko republiko
- Skupina prijateljstva z Avstralijo
- Skupina prijateljstva z Republiko Azerbajdžan
- Skupina prijateljstva s Kraljevino Belgijo
- Skupina prijateljstva z Republiko Islandijo
- Skupina prijateljstva z Velikim vojvodstvom Luksemburg
- Skupina prijateljstva s Kraljevino Nizozemsko
- Skupina prijateljstva z Združenim kraljestvom Velike Britanije in Severne Irske
- Skupina prijateljstva z Republiko Estonijo
- Skupina prijateljstva s Kanado
- Skupina prijateljstva z Republiko Kazahstan
- Skupina prijateljstva z Republiko Kosovo
- Skupina prijateljstva z Romunijo
- Skupina prijateljstva s Federativno republiko Brazilijo
- Skupina prijateljstva z Republiko Ciper
- Skupina prijateljstva z Arabsko republiko Egipt
- Skupina prijateljstva s Švicarsko konfederacijo
- Skupina prijateljstva z Republiko Albanijo
- Skupina prijateljstva s Helensko republiko
- Skupina prijateljstva z Gruzijo
- Skupina prijateljstva z Republiko Latvijo
- Skupina prijateljstva z Republiko Litvo
- Skupina prijateljstva z Republiko Malto
- Skupina prijateljstva z Republiko Bolgarijo

## Preiskovalne komisije
- Preiskovalna komisija o ugotavljanju domnevnega pranja denarja v NKBM d.d., domnevnega nezakonitega financiranja politične stranke SDS in domnevnega nezakonitega financiranja volilne kampanje SDS za predčasne volitve poslancev v Državni zbor 2018
- Preiskovalna komisija o ugotavljanju odgovornosti nosilcev javnih funkcij na programu otroške kardiologije ter področju nabav in upravljanja z medicinsko opremo in zdravstvenim materialom
- Preiskovalna komisija o ugotavljanju zlorab in negospodarnega ravnanja v DUTB
- Preiskovalna komisija o ugotavljanju zlorab v zadevi Franc Kangler in drugi
- Preiskovalna komisija o zagotavljanju zaščitne opreme ter ukrepih institucij in nosilcev javnih funkcij za zajezitev širjenja bolezni COVID-19 od 1. 2. 2020 do odreditve predmetne parlamentarne preiskave

## Imenovanja in volitve
Državni zbor voli in imenuje:
- predsednika in podpredsednike državnega zbora,
- predsednika vlade in ministre,
- ustavne sodnike,
- varuha človekovih pravic,
- sodnike rednih sodišč,
- generalnega sekretarja državnega zbora,
- 5 članov Sodnega sveta,
- guvernerja Banke Slovenije in
- člane Računskega sodišča.

### Volitve predsednika Državnega zbora
| Datum          | Predlagatelj                             | Funkcija      | Kandidat    | Glasovali | ZA | PROTI | Neveljavni/Vzdržani | Opombe           |
| -------------- | ---------------------------------------- | ------------- | ----------- | --------- | -- | ----- | ------------------- | ---------------- |
| 22. junij 2018 | 50 poslancev, prvopodpisani Marjan Šarec | Predsednik DZ | Matej Tonin | 89        | 80 | 9     | 1                   | tajno glasovanje |

| Datum         | Predlagatelj                            | Funkcija      | Kandidat    | Glasovali | ZA | PROTI | Neveljavni/Vzdržani | Opombe           |
| ------------- | --------------------------------------- | ------------- | ----------- | --------- | -- | ----- | ------------------- | ---------------- |
| 5. marec 2020 | 48 poslancev, prvopodpisana Janja Sluga | Predsednik DZ | Igor Zorčič | 89        | 48 | 29    | 11                  | tajno glasovanje |

### Interpelacije, zaupnice in obtožbe pred Ustavnim sodiščem

#### Interpelacije
V skladu z 118. členom Ustave lahko 10 poslancev vloži interpelacijo o delu ministra ali celotne vlade.

#### Zaupnice
Predsednik vlade lahko na podlagi 117. člena Ustave zahteva glasovanje o zaupnici vladi. Če zaupnica vladi ni izglasovana mora DZ v 30 dneh izvoliti novega predsednika vlade, v nasprotnem primeru predsednik republike razpusti DZ in razpiše nove volitve.
V skladu s 116. členom Ustave lahko 10 poslancev predlaga konstruktivno nezaupnico vladi ter istočasno predlaga kandidata za novega predsednika vlade.

#### Obtožbe pred Ustavnim sodiščem
Na podlagi 109. in 119. člena Ustave lahko Državni zbor obtoži predsednika republike, predsednika vlade ali ministre pred Ustavnim sodiščem zaradi kršenja Ustave ali hujših kršitev zakonov.

## Uvedba glasovanja na daljavo
8. državni zbor Republike Slovenije je deloval v času epidemije koronavirusa. Vodstvo državnega zbora je zato sprejelo številne ukrepe, med njim večje razmike med poslanci v dvorani, seje odborov so prestavili v večje dvorane. 27. oktobra 2020 je Kolegij predsednika državnega zbora sprejel Sklep o obstoju izrednih okoliščin, s čimer so omogočili sodelovanje in glasovanje poslancev na daljavo, njihovi nastopi so časovno sinhronizirani s časi v dvorani. Prva takšna seja je potekala 2. novembra 2020.